# Filippo Maria Positano
Filippo Maria Positano, al secolo Francesco Filippo Positano (Noja, 26 novembre 1677 – dicembre 1732) è stato un vescovo cattolico italiano.

## Biografia
Francesco Filippo Positano nasce a Noja (odierna Noicattaro) nel 1677, figlio terzogenito di don Giovanni Positano. Così come i fratelli, studia a Napoli presso il convento dei Frati Predicatori e, come il fratello Giuseppe Maria, prende i voti, venendo ordinato sacerdote nel 1701 con il nome religioso di Filippo Maria.
Seguendo anche in questo le orme del fratello Giuseppe Maria, che pochi anni prima era stato nominato vescovo di Acerra, Filippo Maria, all'epoca canonico della cattedrale di Napoli, viene nominato vescovo della diocesi di Calvi il 16 dicembre 1720, venendo consacrato sei giorni più tardi dal cardinale Michele Federico Althann, futuro viceré di Napoli, e prendendo possesso della diocesi nell'aprile seguente.
Le sue opere principali nella diocesi annoverano la fondazione del seminario, la fondazione del Convento di Santa Croce sulla collina di Pignataro (dove istituì anche l'archivio diocesano), e l'istituzione di un monte frumentario.
II seminario nasce a seguito dell'acquisto di un caseggiato lungo la via Casilina nel 1721 per 500 ducati; i lavori per il suo adattamento allo scopo costarono altri 300 ducati, ma in pochi anni il seminario venne realizzato ed arrivò ad ospitare oltre 70 persone fra seminaristi, insegnanti e personale. Il 16 maggio 1727, papa Benedetto XIII di ritorno a Roma da Benevento si fermò a Calvi per benedirlo, e grazia a questo ottenne l'attributo di Seminario Apostolico.
La fondazione del Convento di Santa Croce volle essere invece la risposta ad una richiesta di migliore vita interiore; la posa della prima pietra avvenne il 23 marzo 1731 in presenza del vescovo. L'istituzione del monte frumentario, un istituto di credito al quale i contadini potevano rivolgersi quando necessitavano di acquistare sementi per il grano, fu intrapresa per combattere lo strozzinaggio a cui i contadini più poveri spesso erano costretti a sottostare nei periodi della semina.
Morì improvvisamente nel dicembre 1732

## Genealogia episcopale
La genealogia episcopale è:
- Cardinale Sigismund von Kollonitz
- Cardinale Michele Federico Althann
- Vescovo Filippo Maria Positano